# Сонячненська сільська рада
Со́нячненська сільська́ ра́да — колишній орган місцевого самоврядування в Охтирському районі Сумської області. Адміністративний центр — село Сонячне.

## Загальні відомості
- Населення ради: 1 246 осіб (станом на 2001 рік)

## Населені пункти
Сільській раді підпорядковані населені пункти:
- с. Сонячне
- с. Мирне

## Склад ради
Рада складається з 16 депутатів та голови.
- Голова ради: Лазаренко Віталій Іванович
- Секретар ради: Ігнатенко Ольга Михайлівна

### Керівний склад попередніх скликань
| Прізвище, ім'я, по батькові | Основні відомості                                                 | Дата обрання | Дата звільнення |
| --------------------------- | ----------------------------------------------------------------- | ------------ | --------------- |
| Виприцька Інна Іванівна     | Сільський голова, 1965 року народження, позапартійна              | 26.03.2006   | 31.10.2010      |
| Корнієнко Віталій Іванович  | Сільський голова, 1958 року народження, освіта вища, безпартійний | 31.10.2010   | 02.06.2013      |
| Лазаренко Віталій Іванович  | Сільський голова, 1981 року народження, безпартійний              | 02.06.2013   |                 |

Примітка: таблиця складена за даними сайту Верховної Ради України